# Pierre Alphonse Martin Lavallée
Pierre Alphonse Martin Lavallée (* 1836 in Paris; † 3. Mai 1884 in Segrez bei Paris) war ein französischer Dendrologe. Sein botanisches Autorenkürzel lautet „Lavallée“; früher waren auch die Kürzel „Lav.“ und „Lavall.“ in Gebrauch.

## Leben
Sein Vater, Alphonse Martin Lavallée, Gründer der École Centrale, kaufte 1856 das in der Nähe von Paris gelegene Landgut Segrez. Dort legte Alphonse der Jüngere ein Arboretum an, das zu seiner Zeit europaweit berühmt war.

## Ehrungen
François Hérincq (1820–1891) benannte nach Lavallée die nordamerikanische Weißdorn-Art Crataegus lavalleei (Lavalles Weißdorn), bekannt als Lederblättriger Weißdorn.
Auch nach Pierre Alphonse Martin Lavallée benannt sind die Pflanzengattungen Lavallea Baill. und Lavalleopsis Tiegh. aus der Familie der Olacaceae.

## Werke
- Arboretum segrezianum. J.-B. Baillière et fils, Paris (1880–1885).
- Les Clématites à grandes fleurs. 1884.